# Partidul Liberal Democrat din Moldova
Partidul Liberal Democrat din Moldova (abreviat PLDM) este o formațiune politică de centru-dreapta din Republica Moldova.
Primul președinte al PLDM și persoana cheie care a dus la crearea partidului a fost Vladimir Filat. Partidul a atras și un număr important de membri de bază ai societății civile.
La alegerile parlamentare din 5 aprilie 2009, PLDM a obținut 12,43 la sută din sufragii, fiind reprezentat în parlament de 15 deputați. La alegerile parlamentare din 29 iulie 2009, PLDM a obținut 16,57% și 18 deputați. Împreună cu alte partide de opoziție PLDM formează Alianța pentru Integrare Europeană, iar Vladimir Filat devine prim-ministru al R. Moldova. 
La scrutinul parlamentar anticipat din 28 noiembrie 2010, PLDM și-a dublat rezultatele fiind acreditat cu 29,42 la sută din voturile alegătorilor, fiind reprezentat în parlament de 32 deputați. Vladimir Filat devine prim-ministru, funcția pe care o deține până la destrămarea Alianței pentru Integrare Europeană II în martie 2013. 
La alegerile parlamentare din 30 noiembrie 2014, PLDM a obținut 20,16 % din sufragii, obținând 23 de mandate de deputat în parlament. Ulterior, o parte dintre aceștia au demisonat din partid, astfel PLDM ajungând să aibă doar 5 deputați. 
În cadrul alegerilor locale generale din 2019 PLDM a reușit să obțină 5, 75% la nivel național, fiind cel mai susținut partid extraparlamentar.

## Istoric

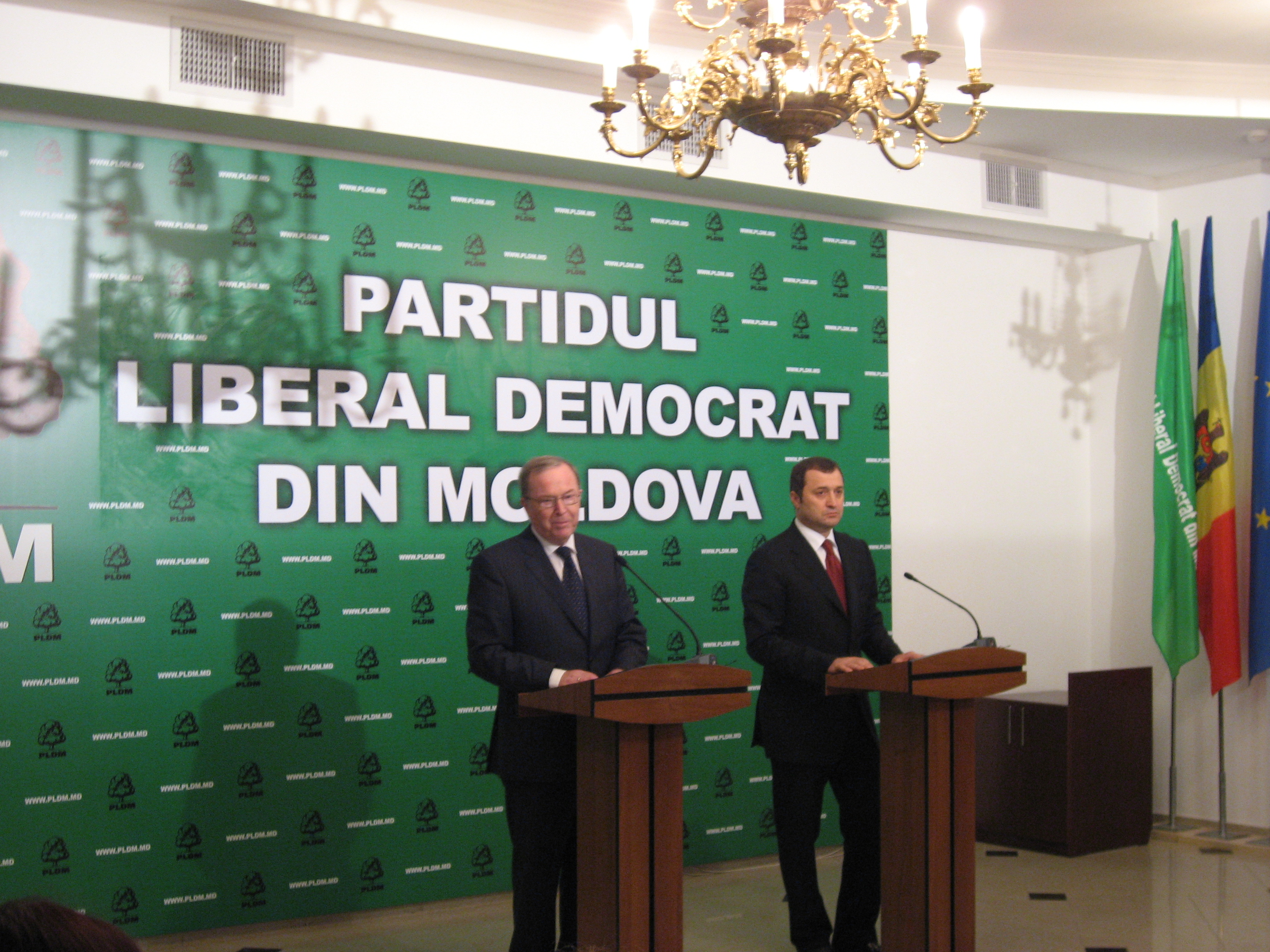
Președintele Partidului Popular European în vizită la PLDM în 2010

Pe data de 8 octombrie 2007, grupul de inițiativă, format din 53 de lideri consacrați în domeniile lor de activitate, au lansat ideea creării Partidului Liberal Democrat din Moldova (PLDM). În fruntea grupului s-au aflat: Vlad Filat, deputat în Parlamentul Republicii Moldova, Alexandru Tănase, membru al Baroului Avocaților din Republica Moldova, consilier în Consiliul municipal Chișinău, Mihai Godea, directorul Centrului CONTACT, Iulian Fruntașu, directorul Programului Inițiative Europene al Fundației Soros-Moldova, Angela Brașoveanu, directorul revistei „Punkt”, Veaceslav Negruță, consultant, Proiectul Ameliorarea Competitivității, Valeriu Streleț, directorul Companiei „Bioprotect”, Veronica Lupu, președintele Asociației „Femeia pentru societatea contemporană”, Andrei Malașevschi, președintele raionului Cantemir, Nicolae Platon, șeful inspectoratului fiscal principal de stat, dr. Liliana Bolocan, șefa catedrei de Psihologie a Institutului de Instruire Continuă, Ion Sturza, vicepreședintele raionului Nisporeni, Victor Roșca, directorul Centrului de Promovare a Toleranței și Pluralismului, etc. În declarația lor, membrii grupului de inițiativă atestau criza profundă prin care trece Republica Moldova și incapacitatea partidelor politice de a depăși situația creată. Partidul Liberal Democrat din Moldova a venit ca o alternativă capabilă să demareze procesul asanării morale a clasei politice, renașterii și modernizării țării, reașezării societății în albia firească a dezvoltării democratice.
Timp de două luni, peste 20 de mii de cetățeni din toate raioanele țării au depus cereri de aderare la Partidul Liberal Democrat din Moldova. Au fost create organizații în toate unitățile teritorial-administrative de nivelul doi, în municipiile Chișinău, Bălți, Tiraspol, Tighina și în UTA Găgăuzia.
La 8 decembrie 2007, la Chișinău, a avut loc Congresul I de constituire a Partidului Liberal Democrat din Moldova, la care au participat 592 de delegați din partea a 38 de organizații teritoriale. Congresul a adoptat Programul și Statutul și a ales organele de conducere și de control ale partidului.
La 27 septembrie 2008, la Bălți, și-a desfășurat lucrările Congresul al Il-lea al Partidului Liberal Democrat din Moldova, la care au participat 547 de delegați din partea organizațiilor teritoriale ale partidului. Congresul a luat în dezbatere probleme ce țin de activitatea Partidului Liberal Democrat din Moldova în perioada dintre congrese, modificarea și completarea Statutului PLDM, precum și chestiuni ce țin de actualitatea internă a Republicii Moldova.
La 13 septembrie 2008, în cadrul partidului a fost constituită Asociația Pedagogilor Liberal Democrați, iar la 11 octombrie 2008, Asociația Medicilor și Farmaciștilor Liberal Democrați. Constituirea Asociațiilor socio-profesionale în cadrul partidului este stipulată în statutul Partidului Liberal Democrat din Moldova.
La 15 noiembrie 2008, și-a desfășurat lucrările Conferința de constituire a Organizației de Tineret a Partidului Liberal Democrat din Moldova, la care au participat 517 delegați din toate raioanele țării. Delegații la Conferință au aprobat Regulamentul de funcționare a Organizației de Tineret a PLDM și au ales conducerea organizației. Conferința a aprobat „Carta verde pentru tineri” – un document programatic ce include soluții la principalele probleme cu care se confruntă tinerii.
La 27 decembrie 2008, în cadrul PLDM a constituită Organizația Femeilor Liberal Democrate din Moldova, iar la 24 ianuarie 2009 - Asociația Persoanelor în Etate. De asemenea, în cadrul partidului activează și Asociația Oamenilor de Cultură Liberal Democrați, formată la 31 ianuarie 2008.
.
La alegerile parlamentare din 5 aprilie 2009, PLDM a obținut 12,43% din voturi, cu 15 mandate de deputat în Parlament. La alegerile anticipate din 29 iulie, PLDM a acumulat 16,57 la sută din sufragii și devine reprezentat în Parlament de 18 deputați. Atunci, împreună cu PL, PDM și AMN, Partidul Liberal Democrat din Moldova formează noua coaliție majoritară din legislativ - Alianța pentru Integrare Europeană.
La 25 septembrie 2009, Parlamentul a acordat vot de încredere Guvernului și primului-ministru Vlad Filat, președintele PLDM. Pe lângă prim-ministru, PLDM a fost reprezentat în guvern de 6 ministri: Iurie Leancă, Alexandru Tănase, Veaceslav Negruță, Victor Bodiu, Vladimir Hotineanu și Victor Catan.
La 19 decembrie 2009, la Chișinău are loc Congresul III Extraordinar al PLDM, la care au participat 1800 de delegati din partea organizaților teritoriale ale partidului, care reprezintă peste 35 de mii de membri ai PLDM. Delegații la congres au operat modificări în Programul Politic al formațiunii, reieșind din noul statut al PLDM de partid de guvernămînt.
În urma alegerilor parlamentare din 28 noiembrie 2010, PLDM a rămas la guvernare. Cabinetul Filat 2 avea 7 miniștri liberal democrați.
În același an 2010 partidul a fost părăsit de Călin Vieru și Vitalie Nagacevschi
În 2011, din partid a plecat Mihai Godea.
La 10 aprilie 2011, la Chișinău s-a desfășurat Congresul IV al Partidului Liberal Democrat din Moldova, la care au participat peste 2400 de delegați. La for a fost acceptată demisia din funcție a prim-vicepreședintelui PLDM, Alexandru Tănase, care a părăsit partidul, în locul lui fiind numit Iurie Leancă. De asemenea, a fost anunțată candidatura lui Victor Bodiu în calitate de pretendent la funcția de primar general al capitalei în cadrul alegerilor locale generale din 5 iunie 2011.
Congresul a adoptat modificări la Programul și Statutul PLDM și a aprobat Acordul de fuziune prin absorbție a Partidului politic „Alianța Moldova Noastră”.
La 21 aprilie 2011, PLDM a prezentat Angajamentul electoral pentru alegerile locale generale din 5 iunie “Împreună pentru Chișinău!”. Pentru a asigura victoria forțelor democratice în alegerile pentru primăria Chișinău, la 6 mai 2011, PLDM a luat decizia strategică de a-l retrage din cursa electorală pe candidatul său și a-l sprijini pe liberalul Dorin Chirtoacă.
La 10 mai 2011, Valeriu Streleț a fost ales președinte al fracțiunii parlamentare a PLDM, iar Tudor Deliu – vicepreședinte.  
La alegerile locale din iunie 2011, primele la care a participat, PLDM a obținut 299 funcții de consilieri raionali și municipali, 2923 consilieri sătești și comunali și 285 mandate de primari. Ca urmare a turului II de scrutin, PLDM a obținut în total: 3040 funcții de consilieri sătești și comunali, 301 funcții de consilieri raionali și municipali și 286 mandate de primari. Ulterior, la PLDM au mai aderat încă 3 consilieri și 27 primari independenți.
La 24 septembrie 2011, a fost constituită Asociația Aleșilor Locali a PLDM. La ședință au participat aproape 500 de primari și consilieri aleși pe lista PLDM din toate raioanele republicii.
La 22 septembrie 2011, liderul PLDM, Vlad Filat, a întreprins o vizită la Moscova, în urma căreia s-a decis reluarea negocierilor politice oficiale în formatul 5+2 în problema transnistreană.
La 1 decembrie 2011, Organizația de Tineret a Partidului Liberal Democrat din Moldova a lansat Programul de Transparență Instituțională “Tinerii guvernează”. Programul are drept scop promovarea transparenței instituțiilor publice și a încrederii în relația dintre tineri și instituțiile statului.
La 11 decembrie 2011, la Chișinău s-a desfășurat Congresul V al PLDM. 
La 12 decembrie 2011, la Bruxelles, Guvernul Republicii Moldova, condus de premierul, Vlad Filat, liderul PLDM și UE au început negocierile privind instituirea Zonei de Comerț Liber Aprofundat și Cuprinzător între Republica Moldova și Uniunea Europeană (DCFTA).
La 25 februarie 2012 a avut loc Conferință Națională a Organizației de Femei a Partidului Liberal Democrat din Moldova, la care au participat 400 de delegate din partea tuturor organizațiilor teritoriale, deputați și miniștri liberal democrați. 
12 martie 2012 Președintele PLDM, Vlad Filat, împreună cu cei 31 de deputați din PLDM, au semnat pentru candidatura lui Nicolae Timofti la funcția de șef al statului.
La 24 iulie 2012, TLDM a devenit membru cu drepturi depline al EDS.
La 22 august 2012, la invitația premierului, liderului, PLDM, Vlad Filat, în Republica Moldova întreprinde o vizită oficială, Cancelarul Germaniei Angela Merkel. În cadrul întrevederii au fost trecute în revistă relațiile bilaterale.
La 18 septembrie 2012, la Orhei, a avut loc Forumul Aleșilor Locali ai PLDM. La întrunire au participat  peste 750 de primari, consilieri locali, raionali și municipali, președinți de raioane, deputați și miniștri, care au dezbătut agenda PLDM în domeniul descentralizării și autonomiei locale, angajamentele pentru dezvoltarea Republicii Moldova, practicile de dezvoltare locală și atragere a investițiilor. La forum a fost prezent și președintele Grupului Partidului Popular European în Parlamentul European, Joseph Daul. Forumul Aleșilor Locali ai PLDM a finalizat cu adoptarea unei Declarații.
La 8 decembrie 2012, Partidul Liberal Democrat din Moldova a marcat 5 ani de la constituire.
La 13 februarie 2013, Partidul Liberal Democrat denunță Acordul Alianței pentru Integrare Europeană și cheamă colegii din AIE să elaboreze un alt acord. Vlad Filat a anunțat că PLDM intenționează să rămână fidel programului de guvernare asumat odată cu constituirea coaliției de guvernământ.
La 5 martie 2013, Guvernul condus de liderul PLDM, Vlad Filat, a fost demis cu votul PDM și PCRM.
La 14 mai 2013, Biroul Politic al PLDM a luat decizia de a-l înainta pe prim-vicepreședintele partidului Iurie Leancă, la funcția de prim-ministru, candidatură acceptată și desemnată de președintele Nicolae Timofti. PLDM a inițiat procesul de negocieri cu Partidul Democrat și Partidul Liberal Reformator și deputați neafiliați pentru formarea unei majorități parlamentare și investirea unui nou guvern, în urmă căreia a fost constituită Coaliția Pro-Europeană.
La 26 februarie 2015, Iurie Leancă a anunțat că se retrage din PLDM, demisionând și din funcția de prim-vicepreședinte al partidului.

## Conducerea partidului
Conducerea partidului este formată după cum urmează:
- Vladimir Filat – Președinte
- Alexandru Cimbriciuc – Vicepreședinte
- Petru Vlah – Vicepreședinte

Consiliul Politic Național este constituit din 121 de membri, iar Biroul Permanent Central din 23 de membri.
|   | Nume                     | Portret                           | Mandat            | Mandat            |
| - | ------------------------ | --------------------------------- | ----------------- | ----------------- |
| 1 | Vladimir Filat           | Vladimir Filat                    | 8 decembrie 2007  | 27 mai 2016       |
| 2 | Viorel Cibotaru          | Viorel Cibotaru in 2015 (cropped) | 18 iunie 2016     | 9 septembrie 2018 |
| 3 | Tudor Deliu              | Tudor Deliu (2015-10-21)          | 9 septembrie 2018 | 16 august 2020    |
| 4 | Vladimir Filat           | Vladimir Filat                    | 16 august 2020    | 29 aprilie 2021   |
| 5 | Iulian David (interimar) |                                   | 1 august 2021     | 2 iulie 2023      |
| 6 | Vladimir Filat           | Vladimir Filat                    | din 2 iulie 2023  |                   |

## Doctrina
Conform statutului său, Partidul Liberal Democrat din Moldova este o formațiune de centru-dreapta cu doctrină conservatoare. Obiectivul programatic strategic declarat de către acest partid este reconstrucția și modernizarea Republicii Moldova și crearea statului de drept și a economiei de piață performante. În programul său, Partidul Liberal Democrat din Moldova își propune să devină principalul promotor politic al depășirii decalajelor economice, sociale și de civilizație, care despart Republica Moldova de Europa secolului 21.

## Activități
Acțiunea „Moldova fără Voronin, Moldova fără comuniști”, lansată la 30 ianuarie 2008, include ample acțiuni și manifestații, dezbateri publice, întâlniri cu cetățenii, inițiative legislative, demersuri etc., îndreptate spre demontarea pe căi legale a regimului comunist autoritar. La prima etapă, Partidul Liberal Democrat din Moldova a inițiat desfășurarea unui Referendum republican privind modificarea Constituției la capitolul modul de alegere a Președintelui Republicii Moldova și a deputaților în Parlament. Liberal-democrații propun alegerea șefului statului prin vot general și direct, iar a deputaților în baza sistemului mixt: 50 de deputați să fie aleși în circumscripții uninominale, iar 51 de deputați – pe liste de partid. Pe data de 23 februarie 2008, la Chișinău, cu participarea a peste 5000 de cetățeni din toate raioanele țării, a avut loc Adunarea de constituire a a Grupului de Inițiativă pentru desfășurarea Referendumului republican privind modificarea Constituției. În termenul stipulat de legislație au fost colectate peste 224 176 de semnături în favoarea inițierii Referendumului. Acest număr de semnături, pornind de la norma constituțională, este suficient pentru inițierea referendumului. Dar, pentru a bloca inițiativa de modificare a Constituției, la finele campaniei de colectare, CEC, speculând o lacună din Constituție, a anunțat că sunt necesare 340 000 de semnături pentru inițierea referendumului. În aceste condiții, PLDM a luat decizia de a nu depune listele la CEC.
O altă acțiune de amploare lansată de Partidul Liberal Democrat din Moldova este campania în sprijinul urgentării semnării Convenției privind micul trafic la frontieră. În scopul informării cetățenilor din zona de frontieră despre prevederile și facilitățile pe care le oferă Convenția, PLDM a organizat pe 11 mai 2008 întruniri ale cetățenilor în 13 raioane din zona de frontieră, la care au participat peste 5000 de oameni. La 25 mai 2008, PLDM a organizat la Chișinău o întrunire amplă în sprijinul Convenției, la care au participat peste șapte mii de cetățeni. La 15 iunie, PLDM a desfășurat întruniri ale cetățenilor în 30 de localități de frontieră, la care au participat circa 5000 de persoane. La apelul PLDM adresat autorităților locale pentru ca acestea să sprijine prin decizii speciale semnarea Convenției, zece consilii raionale și Consiliul Municipal Chișinău, reprezentând împreună 1 691 000 de cetățeni, au cerut Guvernului să semneze Convenția. În perioada 21 iulie – 20 septembrie 2008, PLDM a organizat 86 de întâlniri cu cetățenii în zona de frontieră și a distribuit 200 000 de pliante cu informații despre prevederile Convenției și avantajele oferite de aceasta rezidenților din zona respectivă. La 1 octombrie 2008, Partidul Liberal Democrat din Moldova a depus la Delegația Comisiei Europene la Chișinău, un Memoriu adresat Parlamentului European și Comisiei Europene, prin care solicită intervenția înaltelor foruri europene pentru a asigura semnarea Convenției privind micul trafic la frontieră.
PLDM s-a implicat activ în ajutorarea persoanelor sinistrate în urma inundațiilor din vara 2008. Pe lângă sprijinul substanțial material și financiar, sinistrații au fost ajutați la evacuarea apei din gospodării și subsoluri, iar liderul PLDM, deputatul Vlad Filat a depus la Biroul Permanent al Parlamentului o inițiativă legislativă de a scuti de plata impozitului funciar și pe imobil persoanele fizice și juridice, care avut de suferit în urma inundațiilor.
La 26 octombrie, în Piața Marii Adunări Naționale, Partidul Liberal Democrat din Moldova a desfășurat o amplă acțiune de protest față de politica falimentară a guvernării comuniste în sectorul agrar cu genericul „Ruinarea agriculturii – distrugerea țării”. La miting au participat peste 10.000 de cetățeni din toate raioanele republicii, angajați din agricultură, dar și medici, profesori, reprezentanți ai administrației locale, oameni de cultură, cărora nu le este indiferentă soarta Republicii Moldova.
La 9 noiembrie 2008, Partidul Liberal Democrat din Moldova a organizat o acțiune publică la nivel național în sprijinul presei libere și a dreptului cetățenilor la o informare corectă și obiectivă. Evenimentul s-a desfășurat concomitent în municipiile Chișinău și Bălți și în toate centrele raionale, cu participarea a circa 5000 de cetățeni. Acțiunile de solidarizare cu presa liberă organizate de PLDM s-au încheiat cu adoptarea rezoluțiilor, care, însoțite de un Memoriu, au fost transmise Consiliului Europei, Parlamentului European și Comisiei Europene.
La 8 decembrie 2008, PLDM a lansat acțiunea națională “Dosarul guvernării comuniste”, cu scopul de a efectua o analiză minuțioasă a tuturor acțiunilor întreprinse de Partidul Comuniștilor pe parcursul celor 8 ani de aflare la putere. Volumul întîi al acestui dosar care are 765 de pagini prezintă în detali și argumentat fărădelegi comise de regimul Voronin în domeniul drepturilor omului; acțiuni de distrugere a economiei naționale, a antreprenoriatului, deposedări de afaceri; privatizări ilicite, utilizarea resurselor administrative ale statului, delapidări de fonduri și bugete, grave erori de politica externă, acțiuni de obstrucționare și manipulare a presei.
La 21 decembrie 2008, Partidul Liberal Democrat din Moldova a organizat în Piața Marii Adunări Naționale o acțiune publică la nivel național în sprijinul drepturilor și libertăților cetățenești, a mass-media libere și în susținerea postului de televiziune PRO TV. La acțiune au participat peste 10 mii de cetățeni din municipiile Chișinău și Balți, din toate raioanele republicii. La mitingul a fost adoptată o rezoluție, prin care s-a cerut respectarea drepturilor și libertăților cetățenești consființite de Constituția Republicii Moldova și de Convenția Europeană pentru apărarea Drepturilor Omului și a Libertăților fundamentale, încetarea acțiunilor de hărțuire și intimidare a jurnaliștilor și a presei libere.
La 25 ianuarie 2009, Partidul Liberal Democrat din Moldova a organizat o întrunire a cetățenilor din orașul Lipcani pentru urgentarea deschiderii punctului vamal Lipcani-Rădăuți Prut. La adunare au participat locuitori din raioanele Briceni, Edineț, Ocnița și Dondușeni, care și-au exprimat nemulțumirea față de faptul că autoritățile nu întreprind demersurile necesare pentru darea în exploatare a podului peste Prut, ceea ce creează dificultăți de circulație pentru circa 100 000 de cetățeni din raioanele de nord ale Republicii Moldova.
La 22 februarie 2009, Partidul Liberal Democrat din Moldova a organizat în Piața Marii Adunări Naționale un miting de protest față de încălcarea dreptului electoral al cetățenilor Republicii Moldova, aflați peste hotare, la care au participat peste 20.000 de persoane, membri și simpatizanți ai Partidului Liberal Democrat din Moldova, cetățeni din toate raioanele țării, din municipiile Chișinău și Bălți.
La 22 martie 2009, în Piața Marii Adunări Naționale, PLDM a organizat o amplă acțiune cu genericul „Votează fără frică”, la care au participat peste 30 de mii de cetățeni, membri și simpatizanți ai PLDM din toată țara. Scopul acțiunii a fost de a încuraja cetățenii să se elibereze de sentimentul fricii și să voteze în deplină concordanță cu viziunile lor politice.
La 4 aprilie, Partidul Liberal Democrat din Moldova a lansat “Dosarul comunismului”, volumul întîi, care cuprinde analize, cercetări, investigații, articole, rapoarte legate de abuzurile comise de către guvernarea comunistă și acoliții săi în perioada 2001-2008. Dosarul are 765 de pagini și prezintă în detali și argumentat fărădelegi comise de regimul Voronin. 
La 26 iunie, Organizația de Tineret a Partidului Liberal Democrat din Moldova a lansat Campania de informare „Adevărul”, cu scopul de a informa cetățenii despre evenimentele care au avut loc în țară după alegerile din 5 aprilie. Campania a ajuns în 26 de raioane și 360 de sate din Republica Moldova.
La 12 aprilie 2009, PLDM împreună cu PL și AMN a organizat o acțiune de protest față de represiunile comuniste. La miting au participat peste 10 mii de oameni, care au condamnat arestarea și maltratarea tinerilor în urma evenimentelor din 7 aprilie.
La 3 iulie 2009, PLDM a creat Fondul „Aprilie 2009”. Din sursele acumulate în acest fond au fost ajutați tinerii maltratați de forțele de ordine și familiile celor decedați. De asemenea, din mijloacele fondului a fost procurată o locuință pentru familia lui Valeriu Boboc, decedat la 7 aprilie.
În perioada 25 – 28 aprilie 2012, Partidul Liberal Democrat din Moldova a desfășurat o amplă Campanie  Națională cu genericul ”Arborează Drapelul”.  În cadrul acestei campanii, organizațiile teritoriale ale PLDM din toate raioanele republicii  au distribuit reprezentanților instituțiilor publice, primăriilor, școlilor, grădinițelor, serviciilor comunitare peste 1000 de tricoloruri. 
La 27 martie, cel mai mare tricolor a fost arborat la Chișinău de către președintele PLDM, premierul Vlad Filat. Catargul Drapelului de Stat are trei metri, iar draperia are dimensiunile de 7 metri lungime și 3,5 metri înălțime. Imensul tricolor cântărește circa 5 kilograme. 
La 11 octombrie 2012, Tineretul Liberal Democrat din Moldova a lansat Academia Politică pentru tineri. 

Sigla PLDM

## Sigla PLDM
Sigla Partidului Liberal Democrat din Moldova reprezintă un stejar secular, avînd o coroană larg ramificată, cu frunziș bogat, neregulat, tulpina viguroasă. Stejarul are la bază acronimul PLDM. Tulpina și rădăcinile sînt de culoare cafenie, iar frunzișul de culoare verde.
Stejarul are următoarea semnificație: vigoare, putere, temeinicie, rezistență, dăinuire. Simbolul stejarului se întrepătrunde cu istoria noastră națională și este legat de cele mai importante evenimente, creații și ctitorii ale poporului nostru.

## Rezultate electorale

### Alegeri parlamentare
| Anul alegerilor | voturi                      | % din voturi                | mandate obținute            | +/-  |
| --------------- | --------------------------- | --------------------------- | --------------------------- | ---- |
| aprilie 2009    | 191.113                     | 12,4 %                      | 15 / 101                    |      |
| iulie 2009      | 262.028                     | 16,6 %                      | 18 / 101                    | ▲ 3  |
| 2010            | 506.253                     | 29,4 %                      | 32 / 101                    | ▲ 14 |
| 2014            | 322.201                     | 20,2 %                      | 23 / 101                    | ▼ 9  |
| 2019            | 380.180 (ACUM)              | 26,9%                       | 26 / 101                    | ▲3   |
| 2021            | Nu a participat în alegeri. | Nu a participat în alegeri. | Nu a participat în alegeri. | ▼26  |

### Alegeri locale

#### Consilii raionale și municipale
| Anul alegerilor | voturi  | % din voturi | mandate obținute | +/-   |
| --------------- | ------- | ------------ | ---------------- | ----- |
| 2011            | 312.011 | 22,6         | 300 / 1120       |       |
| 2015            | 235.113 | 18,3         | 259 / 1116       | ▼ 41  |
| 2019            | 55.275  | 5,14         | 66 / 1108        | ▼ 193 |
| 2023            |         |              | 41 / 1086        | ▼ 25  |

#### Consilii orășenești și sătești
| Anul alegerilor | voturi  | % din voturi | mandate obținute | +/-   |
| --------------- | ------- | ------------ | ---------------- | ----- |
| 2011            | 281.667 | 25,4         | 3039 / 10630     |       |
| 2015            | 236.097 | 22,2         | 2746 / 10570     | ▼ 293 |
| 2019            | 46.824  | 5,22         | 547 / 10472      | ▼2199 |
| 2023            |         |              | 419 / 9972       | ▼128  |

#### Primari
| Anul alegerilor | primari | % din total | mandate obținute | +/-   |
| --------------- | ------- | ----------- | ---------------- | ----- |
| 2011            | 287     | 32,0        | 287 / 898        |       |
| 2015            | 286     | 31,8        | 286 / 898        | ▼ 1   |
| 2019            | 48      | 5,3         | 48 / 898         | ▼ 238 |
| 2023            | 34      | 3,80        | 34 / 898         | ▼ 14  |

Parlamentare 2009
Parlamentare anticipate 2009
Parlamentare 2010
Locale 2011
Parlamentare 2014
Locale 2015
Parlamentare Proporționale 2019
Parlamentare Uninominale 2019
Locale 2019